# Adzjaren

De vlag van Adjara

De Adzjaren (Georgisch:აჭარლები, Ačarlebi) zijn een etnische Georgische subgroep die grotendeels wonen in Adzjarië in het zuidwesten van Georgië. De Adzjaren maken deel uit van het Georgische volk maar zijn te onderscheiden met name in hun islamitische identiteit. De Adzjaren werden niet onderscheiden van andere Georgiërs tot de islamisering van hun regionale leiders bij de Ottomaanse verovering van Adzjarië in 1614. Vervolgens bekeerden velen van hun tot de islam op een vrijwillige manier, het is waarschijnlijk dat de meeste boeren tot de jaren 1770 nog altijd christenen waren. De islamisering van Adzjarië versnelde na 1820.
De Adzjaren hebben hun eigen territoriale land, de autonome republiek Adzjarië die opgericht werd op 16 juli 1921 als het Adzjarische ASSR. Na de val van de Sovjet-Unie tot 2004 was er geen centraal gezag vanuit Tbilisi in deze regio, die geregeerd werd door Aslan Abasjidze, waarna het weer volledig onder de Georgische staat werd gebracht. Het behield zijn autonome status.

## Religie
De Adzjaren werden in de 16de en 17de eeuw geïslamiseerd toen de regio in het zuidwesten van Georgië bezet werd door het Ottomaanse Rijk.
De Georgische bevolking van Adzjarië is algemeen bekend als moslim Georgiërs. Pas in 1926 bij de Sovjet telling werden de Adzjaren apart van de rest gerekend. Ze waren toen met 71.498. Bij de volgende tellingen werd er geen rekening meer gehouden met religie.